# Jürgen Melzer
Jürgen Melzer (* 22. Mai 1981 in Wien) ist ein ehemaliger österreichischer Tennisspieler. Mit seinen beiden Grand-Slam-Titeln im Doppel und seinem Erfolg im Mixed zählt er zu den erfolgreichsten Tennisspielern Österreichs. Anfang 2011 lag er 14 Wochen lang in beiden Weltranglisten – Einzel und Doppel – gleichzeitig in den Top 10. In der österreichischen Davis-Cup-Mannschaft ist er bei 38 Begegnungen in 78 Matches zum Einsatz gekommen und damit österreichischer Rekordhalter. Im Spätherbst seiner Karriere erreichte er beim ATP-Finale 2020 das Endspiel im Doppel. Seit Anfang 2023 ist Melzer Sportdirektor beim ÖTV.

## Karriere

### Jugend und Juniorenlaufbahn
Jürgen Melzer begann erst – verhältnismäßig spät – im Alter von neun Jahren mit dem Tennisspielen. Daneben übte er diverse andere Ballsportarten wie Fußball, Basketball oder auch Tischtennis aus. Auf sein Talent wurde man erstmals bei einem Familienurlaub in Kalabrien aufmerksam, als er seinen Vater, einen begeisterten Tennisspieler, auf den Platz begleitete und der damals Neunjährige vom dort angestellten Animateur, der nebenbei als Tennistrainer tätig war, entdeckt wurde. Damals spielte er noch eine beidhändige Vorhand, was ihm, als er etwa zwölf Jahre alt war, abgewöhnt wurde. 
Nach seiner Rückkehr in die Heimat wurde er in der Tennisschule von Heribert Elias, der bis 2014 über 30 Jahre lang eine Tennisschule in Deutsch-Wagram betrieb, angemeldet. Danach wechselte er in die Tennisschule von Günter Bresnik in die Südstadt, wo er ab einem Alter von 14 Jahren im Internat des Österreichischen Leistungssportzentrum Südstadt war. Mit 18 Jahren wurde Melzer österreichischer Meister im Tennis und gewann nur eine Woche später das Junioreneinzel in Wimbledon, woraufhin er auf den sechsten Platz der Juniorenweltrangliste aufstieg.

### 1999 bis 2006
Melzer debütierte 1999 auf der ATP Tour, als er bei der BA-CA Tennis Trophy in Wien antrat. Nach einem 7:6, 2:6, 6:3-Sieg über Lars Burgsmüller verlor er dort in der zweiten Runde mit 4:6 und 0:6 gegen Nicolas Kiefer.
Im Jahr darauf qualifizierte er sich für die Wimbledon Championships, wo er in der ersten Runde Mark Philippoussis in vier Sätzen unterlag. Weitere Erstrundenniederlagen folgten bei den ATP-Turnieren Grand Prix St. Pölten und Generali Open in Kitzbühel.
2001 gewann Melzer das Challenger-Turnier in Mönchengladbach. Außerdem erreichte er die zweite Runde bei der BA-CA Tennis Trophy in Wien nach einem 6:7, 6:4, 6:4-Sieg über Fabrice Santoro. In der zweiten Runde unterlag er Michel Kratochvil aus der Schweiz in zwei Sätzen.
2002 stand Melzer bei ATP-Turnieren zweimal im Viertelfinale (St. Pölten und Wien) und einmal im Halbfinale (Umag, Kroatien).
2003 erreichte er sein erstes Finale; in Newport musste er sich erst im Endspiel Robby Ginepri in drei Sätzen geschlagen geben. Außerdem kam er in Houston ins Viertelfinale.
2004 schaffte Melzer den Einzug in die dritte Runde der Australian Open, in der er gegen Sjeng Schalken ausschied. Melzer spielte eine starke Sandplatzsaison: in Houston und bei den German Open in Hamburg erreichte er jeweils das Viertelfinale; in Hamburg besiegte er Marat Safin 6:4, 6:4 und unterlag dann Lleyton Hewitt; auch in St. Pölten gelang Melzer der Einzug ins Halbfinale, wo er Xavier Malisse unterlag. Zudem kam er beim Kanada Masters in Toronto ins Viertelfinale; er besiegte drei Top-20-Spieler der Weltrangliste (Dominik Hrbatý, Andre Agassi und Fernando González), bevor er Nicolas Kiefer in drei Sätzen unterlag. Auch bei den US Open erreichte er die dritte Runde. Die Saison 2004 beendete er auf Platz 40 im ATP Champions Race.
2005 erreichte Melzer bei den Grand-Slam-Turnieren Australian Open, French Open und Wimbledon jeweils die dritte Runde. Bei den US Open scheiterte er in Runde eins. Außerdem zog er zweimal ins Halbfinale ein (San José), einmal ins Viertelfinale (Adelaide) sowie zum zweiten Mal ins ATP-Finale von St. Pölten. Auch in den Doppelbewerben bei den Grand-Slam-Turnieren konnte er überzeugen. So besiegte er in der ersten Runde der Australian Open das topgesetzte Duo Daniel Nestor/Mark Knowles und unterlag erst im Halbfinale den späteren Titelträgern.
2006 schied Melzer zwar bei allen Grand-Slam-Turnieren in der ersten Runde aus, erreichte auf der Tour aber ein Endspiel (Houston) und zwei Mal ein Semifinale (München, Newport), ehe ihm im September 2006 der erste Turniersieg gelang. Bei dem mit 300.000 US-Dollar dotierten ATP-Turnier von Bukarest schlug er im Finale den als Nummer fünf gesetzten Italiener Filippo Volandri mit 6:1, 7:5. Nach zehn Siegen in Serie unterlag er eine Woche später im Finale von Metz Novak Đoković. Bei der folgenden BA-CA Tennis Trophy in der Wiener Stadthalle unterlag er im Viertelfinale dem als Nummer drei gesetzten Andy Roddick mit 4:6 und 3:6.

### 2007 bis 2009
Melzer startete in das Jahr 2007 auf Rang 41 mit einer guten Ausgangsposition: er musste im ersten Halbjahr so gut wie keine Punkte verteidigen. Er begann mit einer Niederlage in Doha gegen den Qualifikanten Federico Luzzi. Eine Woche später in Sydney zog er nach gutem Spiel ins Halbfinale ein, wegen eines Magen-Darm-Virus musste er jedoch die Partie gegen James Blake absagen. Bei den Australian Open bezwang er in der ersten Runde Ivo Karlović in drei Sätzen. In Runde zwei gegen Tommy Robredo machte ihm erneut eine Viruserkrankung zu schaffen und er verlor in drei Sätzen. Zusätzlich erlitt er eine Handgelenksverletzung. Ende Februar kehrte er in Las Vegas auf die Tour zurück und erreichte gleich das Finale, in dem er allerdings Lleyton Hewitt mit 4:6 und 6:7 unterlag. Bei den folgenden Masters-Series-Turnieren verlor er jeweils in Runde eins. Erst in Houston, wo er viele Punkte zu verteidigen hatte, schaffte er es bis ins Viertelfinale. Trotz der Niederlage gegen Mariano Zabaleta verlor Melzer nur einen Platz und war immer noch unter den Top 30. 
Danach gab es eine kleine Durststrecke, abgesehen von einem Viertelfinale in München und der zweiten Runde bei den French Open, wo er Juan Mónaco klar unterlag. In Halle verlor Melzer gegen Nikolai Dawydenko in drei Sätzen und im Doppel musste er wegen einer Handgelenksverletzung aufgeben. Danach wurde ein Sehnenriss im Handgelenk diagnostiziert – dies bedeutete eine Zwangspause von etwa einem halben Jahr. In Montreal feierte er sein Comeback und bot ein tolles Match gegen den US-Amerikaner James Blake, doch er verlor knapp mit 5:7 und 6:7. Eine Woche später beim Masters-Series-Event von Cincinnati spielte Melzer gegen Ivo Karlović; er gewann gegen den Kroaten beide Tiebreaks und feierte den ersten Sieg nach seiner Verletzung. In Runde zwei spielte er gegen Mario Ančić, einen weiteren Kroaten; diesmal gewann Melzer in drei Sätzen. Gegen seinen Angstgegner Lleyton Hewitt verlor er dann in zwei Sätzen.
Bei den US Open verlor Melzer in Runde zwei gegen Juan Martín del Potro. In der Woche danach trat er zu seiner Titelverteidigung in Bukarest an. Er verlor in der ersten Runde gegen den Italiener Andreas Seppi in drei Sätzen und fiel in der Weltrangliste aus den Top 40, womit er auch erstmals seit Jänner 2004 die Position des besten Österreichers in der ATP-Weltrangliste an Stefan Koubek abgeben musste. Im Davis-Cup-Relegationsspiel gegen Brasilien führte er Österreich mit drei Siegen zurück in die Weltgruppe.
Zum Saisonauftakt 2008 erreichte er jeweils die zweite Runde bei den Turnieren von Chennai und Auckland. Er scheiterte ebenfalls in der zweiten Runde bei den Australian Open. Ende Jänner erreichte er beim Challenger-Turnier in Breslau das Finale, das er gegen Kristof Vliegen verlor. In Sunrise schaffte er es bis ins Semifinale. In Pörtschach unterlag er Igor Kunizyn im Viertelfinale. Bei den Grand-Slam-Turnieren in Paris, London und New York kam er jeweils in die dritte Runde. In Kitzbühel erreichte er sein erstes ATP-Einzelfinale der Saison, das er gegen Del Potro verlor. Beim Saisonhöhepunkt in Peking, bei den Olympischen Spielen, verlor er im Viertelfinale gegen den späteren Olympiasieger Rafael Nadal.
Mehr Erfolg hatte Melzer 2008 im Doppel. Er erreichte das Finale von Auckland, Pörtschach und ’s-Hertogenbosch sowie dem Challenger in Breslau; das Turnier in ’s-Hertogenbosch gewann er auch. In Graz gewann er mit seinem Bruder Gerald ein Challenger-Turnier. Im Laufe des Jahres spielte er mit verschiedenen Partnern und löste in der Weltrangliste Stefan Koubek wieder als bestplatzierten Österreicher ab.
2009 feierte Melzer beim Heimturnier in der Wiener Stadthalle (Kategorie ATP 250) seinen bis dahin größten Erfolg: Er besiegte im Finale Marin Čilić und gewann damit sein zweites ATP-Turnier. Er schied in Umag (gegen Dawydenko) und in Bangkok (gegen Gilles Simon) jeweils im Halbfinale aus. Er scheiterte bei den Grand-Slam-Turnieren von Melbourne (gegen Andy Murray), Paris (gegen Gaël Monfils) und Wimbledon (gegen Roddick) jeweils in der dritten Runde. 
Bei den ATP Masters Turnieren von Rom (gegen Fernando González) und Shanghai (gegen Feliciano López) schied er jeweils im Achtelfinale aus. Melzer beendete das Jahr auf Position 28 der ATP-Weltrangliste. Im Doppel gewann er an der Seite von Julian Knowle die Turniere von Tokio (ATP World Tour 500) und New Haven. Die beiden erreichten das Halbfinale der ATP-Masters-Turniere von Miami und Schanghai und unterlagen Łukasz Kubot und Oliver Marach im Endspiel von Wien.

### 2010/2011 – auf dem Höhepunkt seiner Karriere

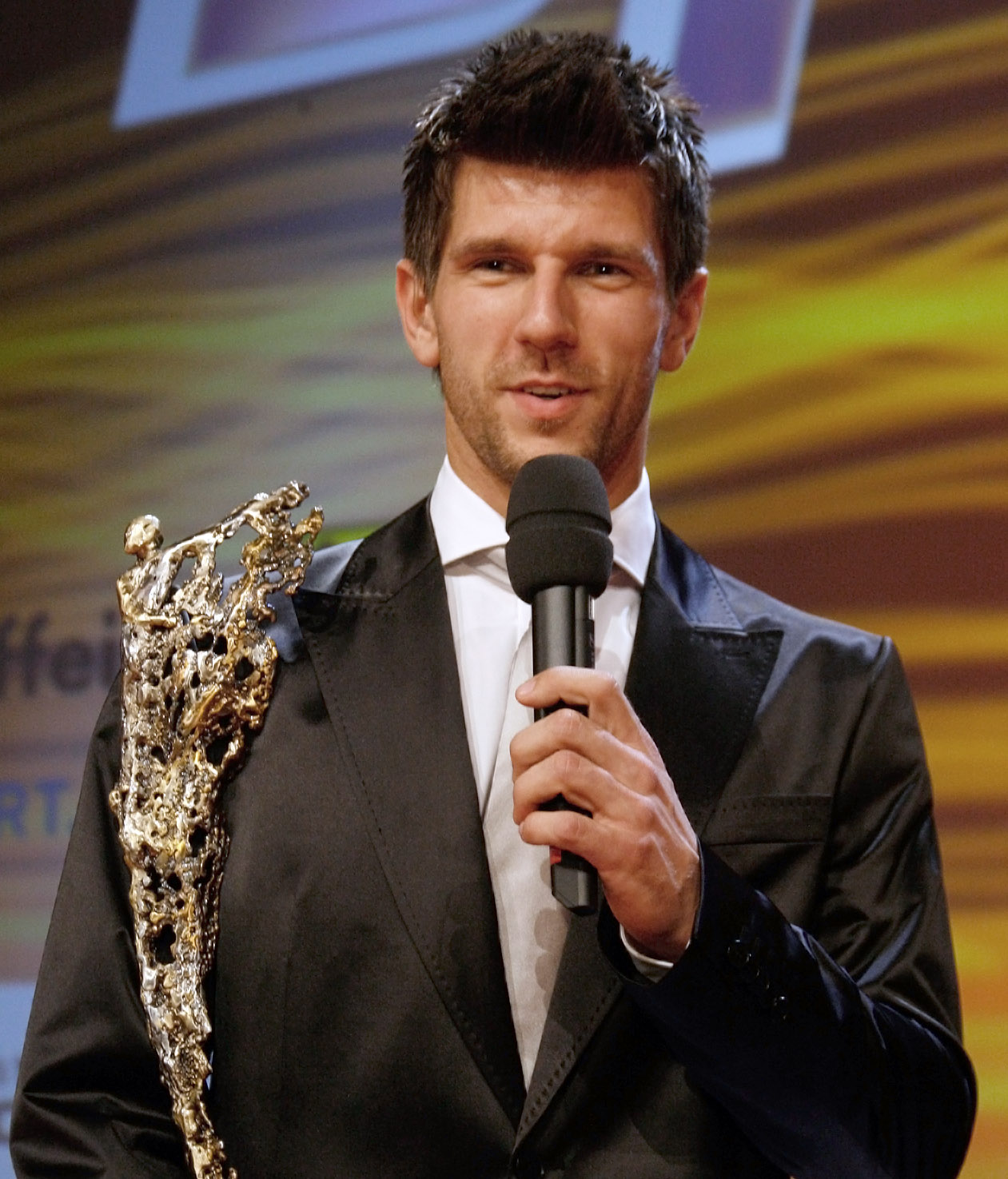
Melzer 2010 mit der Auszeichnung als Österreichs Sportler des Jahres

Mit dem Einzug ins Halbfinale der French Open im Juni 2010 feierte er seinen bis dahin größten Erfolg. Im Viertelfinale schlug er dabei Đoković in fünf Sätzen; im Halbfinale unterlag er dem späteren Turniersieger Nadal in drei Sätzen. In Wimbledon stand er erstmals im Achtelfinale und verlor dort gegen Titelverteidiger Roger Federer. Im Endspiel von Hamburg (Kategorie ATP 500) unterlag er dem ungesetzten Kasachen Andrei Golubew. Dazu stand er beim Madrid Masters im Viertelfinale (Niederlage gegen Nicolás Almagro) und im Halbfinale von Dubai (Kategorie ATP 500) gegen Michail Juschny. Im Doppel gewann er an der Seite von Philipp Petzschner das ATP-Turnier in Zagreb. 
Darüber hinaus sicherte sich Melzer als erster Österreicher mit Petzschner den Titel in der Doppelkonkurrenz von Wimbledon, was nach seiner Auffassung der größte Erfolg seiner Karriere ist. Bei den US Open verlor er im Achtelfinale erneut gegen Federer. Nachdem Melzer in Peking (Kategorie ATP 500) bereits im Achtelfinale gescheitert war, gelang ihm mit einem Sieg über den Weltranglistenersten Nadal im Achtelfinale des ATP-Masters-1000-Turniers in Shanghai ein neuer Karrierehöhepunkt – die letzten drei Begegnungen gegen Nadal hatte er alle ohne Satzgewinn verloren. Er gewann in derselben Woche sogar gegen insgesamt drei Weltranglistenerste: bei seinem Sieg im Doppelbewerb von Shanghai (Partner: Leander Paes) musste er im Semifinale auch die beiden Führenden der Doppelweltrangliste, Bob und Mike Bryan, überwinden. Ende Oktober konnte er in der Wiener Stadthalle seinen Titel verteidigen. Er besiegte seinen Landsmann Andreas Haider-Maurer in einem spannenden Finale (bei 6:7, 4:5-Rückstand gelang ihm sein erstes Break, Endergebnis: 6:7, 7:6, 6:4) und gewann damit seinen dritten ATP-Einzeltitel.
Aufgrund seiner Erfolge im Jahr 2010 wurde Melzer Anfang November außerdem als zweiter Tennisspieler nach Thomas Muster (1990, 1995) zu Österreichs Sportler des Jahres gewählt. 
Er konnte Ende 2010 außerdem als bester „Kombinierer“ bezeichnet werden: In einer (offiziell nicht geführten) kombinierten Weltrangliste für Einzel und Doppel lag er am 1. November 2010 überlegen in Führung (Einzel 12., Doppel 6. – Summe 18) vor Sam Querrey, USA (Einzel 22., Doppel 31. – Summe 53) und John Isner, USA (Einzel 19., Doppel 36. – Summe 55); Rafael Nadal war in dieser Wertung 10. (Einzel 1., Doppel 74. – Summe 75), Federer und Đoković waren damals im Doppel nicht unter den Top 100.
In der Doppel-Jahresweltrangliste lag er Ende 2010 mit Philipp Petzschner auf Rang 7 und war damit für die ATP World Tour Finals 2010 qualifiziert; in der Gruppenphase kamen sie mit einem Sieg auf Platz 3 und verpassten damit das Semifinale.
In die Saison 2011 startete Melzer in Kooyong beim AAMI Classic und erreichte hier den dritten Platz mit einem Sieg über Nikolai Dawydenko. In Melbourne schaffte er einen Achtelfinaleinzug. Im Doppel gelangte er an der Seite von Petzschner ins Viertelfinale und unterlag dort knapp den Bryan-Brüdern. Durch seine Punktausbeute stieß Melzer erstmals in seiner Karriere in die Top Ten vor; er zählt damit zu dem nicht allzu großen Kreis von Spielern, die im Laufe ihrer Karriere gleichzeitig im Einzel und im Doppel zu den Top Ten gehört haben (der Beste in der Tennis Open Era war diesbezüglich John McEnroe, zu Beginn der 1980er Jahre längere Zeit Nummer 1 in Einzel und Doppel).
Beim Turnier in Rotterdam scheiterte Melzer zwar im Achtelfinale an Marin Čilić, konnte aber an der Seite von Petzschner den Doppelbewerb für sich entscheiden und sich damit seinen ersten Saisontitel sichern. Im April 2011 besiegte Melzer im Viertelfinale der Monte Carlo Masters Roger Federer mit 6:4 und 6:4, unterlag aber im Halbfinale David Ferrer mit 3:6, 2:6.
Ab 18. April 2011 wurde er acht Wochen lang in der Einzelweltrangliste als Nummer 8 geführt, die beste Einzel-Platzierung seiner Karriere. Im Juli 2011 gewann Melzer mit dem Mixed-Titel in Wimbledon an der Seite von Iveta Benešová seinen zweiten Grand-Slam-Titel. Sein dritter folgte im selben Jahr an der Seite von Petzschner im Doppelbewerb der US Open. Im Einzel lief es ab Mitte des Jahres nicht mehr so gut, Ende 2011 war er in der Weltrangliste auf Platz 33 zurückgefallen.
In der Doppel-Jahresweltrangliste lag er auch Ende 2011 mit Philipp Petzschner auf Rang 7 und war damit zum zweiten Mal in Folge für die ATP World Tour Finals 2011 qualifiziert; und wie schon 2010 kamen sie in der Gruppenphase mit einem Sieg auf Platz 3 und verpassten damit das Semifinale.

### 2012 bis 2018 – Rückschläge wegen Schulterverletzung
2012 begann im Einzel mit Auftaktniederlagen in Brisbane und bei den Australian Open. Der erste große Erfolg des Jahres war der Aufstieg mit der österreichischen Davis-Cup-Mannschaft ins Viertelfinale der Weltgruppe; beim 3:2-Sieg über Russland in Wiener Neustadt steuerte er zwei der drei Punkte durch die von ihm gewonnenen Einzelpartien gegen Igor Kunizyn und Alex Bogomolow bei, den dritten Punkte hatte Andreas Haider-Maurer bereits in seinem ersten Match gegen Alex Bogomolov junior erzielt. 
Kurz darauf gewann Melzer in Memphis sein erstes Turnier der ATP World Tour 500. Danach folgten mehrere Rückschläge: im Davis-Cup-Viertelfinale scheiterte das Team klar mit 1:4 an Spanien; bis Ende Juli konnte Melzer außer in Miami nie die dritte Runde eines Einzelbewerbs erreichen, er schied unter anderem bei den French Open und in Wimbledon in der ersten bzw. zweiten Runde aus. Schließlich verlor er auch sein Erstrundenmatch bei den Olympischen Spielen gegen Marin Čilić, im Doppelbewerb schied er mit Alexander Peya im Achtelfinale aus. Im Doppel waren die größten Erfolge der Einzug ins Finale von Brisbane zu Jahresbeginn und ins Halbfinale von Wimbledon.
2013 erreichte Melzer bei den Australian Open die dritte Runde und er zog Anfang Februar in Zagreb ins Finale ein; danach nahm er mit Platz 27 seine beste Platzierung in der Weltrangliste seit zehn Monaten ein. Nach einer Auftaktniederlage in Memphis, wo Melzer als Titelverteidiger antrat, musste er jedoch einen Rückfall auf Platz 49 verkraften, seine schlechteste Platzierung seit August 2008. Es folgten weitere Auftaktniederlagen, worauf Melzer beim Challenger-Turnier in Dallas antrat, bei dem er sowohl den Einzel- als auch den Doppelbewerb (mit Petzschner) für sich entscheiden konnte. Es folgte das Viertelfinale beim Miami Masters, sein bisher bestes Ergebnis bei diesem Turnier. Unmittelbar vor den US Open gewann er das Turnier von Winston-Salem, nachdem er kurz zuvor mit Galo Blanco einen neuen Coach gefunden hatte. Nach dem Finaltriumph gegen Gaël Monfils erreichte er mit Rang 27 erneut ein Saisonhoch. Bald darauf musste er die Saison frühzeitig beenden, da er sich eine Schulterverletzung zugezogen hatte. Die Verletzung zwang Melzer zu einer längeren Pause.
Er konnte erst spät in die Saison 2014 starten. Nach fünf Erstrundenniederlagen fiel er aus den Top 100 der Weltrangliste und wurde in Österreich zur Nummer drei hinter Dominic Thiem und Andreas Haider-Maurer. Gegen Jahresende gelang ihm dann doch noch ein Top-Ergebnis: An der Seite von Philipp Petzschner gewann er im Oktober 2014 den Doppelbewerb des Turniers in der Wiener Stadthalle. Im Davis-Cup-Match gegen Lettland trug er mit zwei Siegen im Einzel dazu bei, dass ein Abstieg aus der Europa-Afrika-Zone I vermieden werden konnte. Bei dieser Gelegenheit wurde er der Österreicher mit den meisten Davis-Cup-Einsätzen: 65 – davor hatte er den Rekord mit Thomas Muster (63 Einsätze) geteilt.
2015 musste er bei den Australian Open durch die Qualifikation und gewann anschließend auch sein Erstrundenspiel, ehe er Tomáš Berdych unterlag. Im Davis Cup verlor er Anfang März in der Europa-Afrika-Zone I gegen Schweden sowohl sein Auftakt-Einzel als auch das Doppel an der Seite von Alexander Peya; trotzdem gewann Österreich die Partie, da die drei anderen Einzel alle gewonnen wurden – zwei durch Andreas Haider-Maurer, das dritte, entscheidende durch seinen jüngeren Bruder Gerald Melzer. 
Bei den French Open bekam er einen Startplatz im Hauptfeld und erreichte wie schon in Melbourne die zweite Runde; in Wimbledon schied er bereits in der Qualifikation aus und fiel auf Rang 131 der Weltrangliste zurück. Im Davis-Cup-Duell gegen die Niederlande kam Melzer an der Seite von Oliver Marach im Doppel zum Einsatz und verlor dabei gegen die niederländische Paarung mit dem aktuellen Wimbledon-Sieger Jean-Julien Rojer und Robin Haase. Bei den US Open erreichte er als Qualifikant die zweite Runde des Hauptbewerbs. Danach konnte er wegen einer Schulterverletzung keine Partie mehr spielen. Ende September gab er bekannt, dass er an einem beschädigten Labrum leidet. Da die konservativen Heilmaßnahmen nicht griffen, unterzog Melzer sich Ende November einer Operation.
Am 11. Juni 2016 gab Melzer sein Comeback in der Qualifikation des Challenger-Turniers in Poprad. Nach gewonnener Auftaktpartie trat er wegen erneuter Schmerzen in der operierten Schulter nicht mehr an. Anfang Juli spielte Melzer wie die Jahre davor für den deutschen Club HTC Blau-Weiß Krefeld in der Bundesliga. Im Davis Cup gewann Melzer gegen die Ukraine im Doppel (in drei Sätzen) wie anschließend auch im Einzel gegen Illja Martschenko (in fünf Sätzen). Für das ATP-Turnier in Kitzbühel erhielt er eine Wildcard. Er erreichte das Viertelfinale, nachdem er unter anderem Dominic Thiem, mittlerweile österreichische Nummer eins, besiegte. Dort unterlag er schließlich seinem Bruder in drei Sätzen.
2017 schaffte es Melzer über die Qualifikation in den Hauptbewerb der Australian Open und verlor trotz Satzgewinn gegen den späteren Sieger Roger Federer. Auch für Wimbledon musste er die Qualifikation bestreiten, verlor jedoch bereits in der ersten Qualifikationsrunde. Danach gab er bekannt, dass er an einer Ellbogenverletzung leide und bis auf unbestimmte Zeit an keinem Tennisturnier teilnehmen könne.
2018 fiel er dadurch in der Weltrangliste weit zurück: Ende Mai lag er auf Platz 1245 im Einzel und auf Platz 1239 im Doppel. Ab Juni spielte er wieder Turniere und konnte sich im Doppel bis zum Jahresende auf Platz 134 verbessern, u. a. durch Erreichen der Halbfinale von Båstad, Kitzbühel und Metz und der dritten Runde bei den US Open. 
Im Einzel gewann er lediglich fünf Partien auf der Challenger-Tour, konnte sich jedoch für kein ATP-Turnier qualifizieren. Ende Oktober trat er beim Stadthallenturnier in Wien mit einer Wild Card an, um dort offiziell seine Einzelkarriere zu beenden. Dabei gewann er als Nummer 426 der Einzel-Weltrangliste sein Erstrundenmatch gegen die Nummer 22, Milos Raonic, mit 7:6, 7:5. Zur anschließenden Begegnung gegen Kevin Anderson konnte er wegen einer Gastritis jedoch nicht antreten.

### 2019 bis 2021 – Top 25 im Doppel und Karriereende
2019 spielte er zwar noch zwei Einzel auf Challenger-Ebene und die Qualifikation von Winston-Salem. Ansonsten konzentrierte er sich auf die Fortsetzung seiner Doppel-Karriere. Im Saisonverlauf gewann er drei Titel im Doppel: in Sofia mit Nikola Mektić, in Marrakesch mit Franko Škugor und beim ATP-500-Turnier in Hamburg mit Oliver Marach. 
Mit Marach gewann er auch die beiden Daviscup-Doppel gegen Chile und Finnland. Außerdem erreichten sie gemeinsam das Semifinale in Stuttgart, das Finale in Umag und das Viertelfinale der US Open. Im Anschluss daran setzte es für die beiden fünf Erstrunden-Niederlagen in Folge, zuletzt beim Stadthallenturnier in Wien. Danach ging er eine neue Partnerschaft mit Édouard Roger-Vasselin ein, mit dem er die erste Runde beim Paris Masters gewann. Ende 2019 lag er auf Platz 36 der Doppel-Weltrangliste.
Anfang 2020 spielte er nochmals mit Oliver Marach im erstmals ausgetragenen ATP Cup. Sie gewannen die Doppelpartie gegen Argentinien und verloren gegen Kroatien und Polen. Ebenfalls mit Marach spielte er im März das Daviscup-Doppel gegen Uruguay, das sie in drei Sätzen gewannen, und im September das Turnier von Kitzbühel, bei dem sie das Semifinale erreichten. Alle anderen Doppel spielte er 2020 an der Seite von Roger-Vasselin. Der erste Erfolg war Ende Februar das Erreichen das Semifinales von Dubai. Nach der Turnierpause wegen der COVID-19-Pandemie spielten sie Anfang September bei den US Open in der ersten Runde gegen das topgesetzte Paar Juan Sebastián Cabal und Robert Farah und verloren in zwei Sätzen. Beim Rom Masters erreichten sie das Semifinale, bei den darauf folgenden French Open trafen sie in der dritten Runde wieder auf Cabal und Farah, denen sie nach Gewinn des ersten Satzes noch nach dem Verlust der beiden folgenden Sätze jeweils im Tie-Break unterlagen. 
Bei ihrem nächsten Turnier in Sankt Petersburg (2020 aufgewertet auf ATP 500) feierten sie ihren ersten gemeinsamen Titel – den 17. für Melzer und den 21. für Roger-Vasselin. Nach Viertelfinal-Niederlagen in Köln und Wien erreichten sie beim Paris Masters das Semifinale und stießen damit im Rennen ums ATP-Finale 2020 in London auf Platz 8 vor. 
Diesen Platz mussten sie in der letzten Woche vor dem ATP-Finale noch beim Turnier in Sofia gegen Jamie Murray und Neal Skupski verteidigen, welche nur 140 Punkte hinter ihnen lagen und sie noch von Platz 8 verdrängen hätten können; mit dem Finaleinzug beider Paare war aber für Melzer und Roger-Vasselin die Teilnahme beim ATP-Finale 2020 abgesichert. Sie kamen damit auf Platz 7 der Jahreswertung und traten beim Finale von Sofia nicht mehr an, um einen Tag früher nach London anreisen zu können. 
Dort gewannen sie nach einer Auftaktniederlage gegen die topgesetzte Paarung Mate Pavić und Bruno Soares noch die Gruppenphase und erreichten damit das Semifinale. Dieses gewannen sie gegen Rajeev Ram und Joe Salisbury mit 6:7, 6:3 und [11:9], wobei sie im Match-Tiebreak einen 1:7-Rückstand mit sieben in Folge gewonnenen Punkten wettmachen konnten. Im Finale unterlagen sie dem niederländisch-kroatischen Duo Wesley Koolhof und Nikola Mektić mit 2:6, 6:3 und [5:10].
Im Oktober 2020 wurde Jürgen Melzer als Sportlicher Leiter des Österreichischen Tennisverbandes (ÖTV) ab 2021 präsentiert, neben Magnus Brunner als ÖTV-Präsident.
Am 27. Oktober 2021 spielte er an der Seite von Alexander Zverev in Wien sein letztes Profimatch und wurde dort von den österreichischen Fans verabschiedet.

## Racketlon
Nachdem Melzer bereits 2007 an den Australian Open im Racketlon teilgenommen hatte, gab er seine Teilnahme an der Heim-EM im Doppel mit seinem Partner Christoph Krenn am 24. August 2017 bekannt. Melzer spielte bei diesem Turnier jedoch mit seiner rechten Hand, da sein linker Schlagarm weiterhin verletzt ist und um sein Protected Ranking fürs Tennis nicht zu verlieren. Sie erreichten das Halbfinale.

## Betreuer

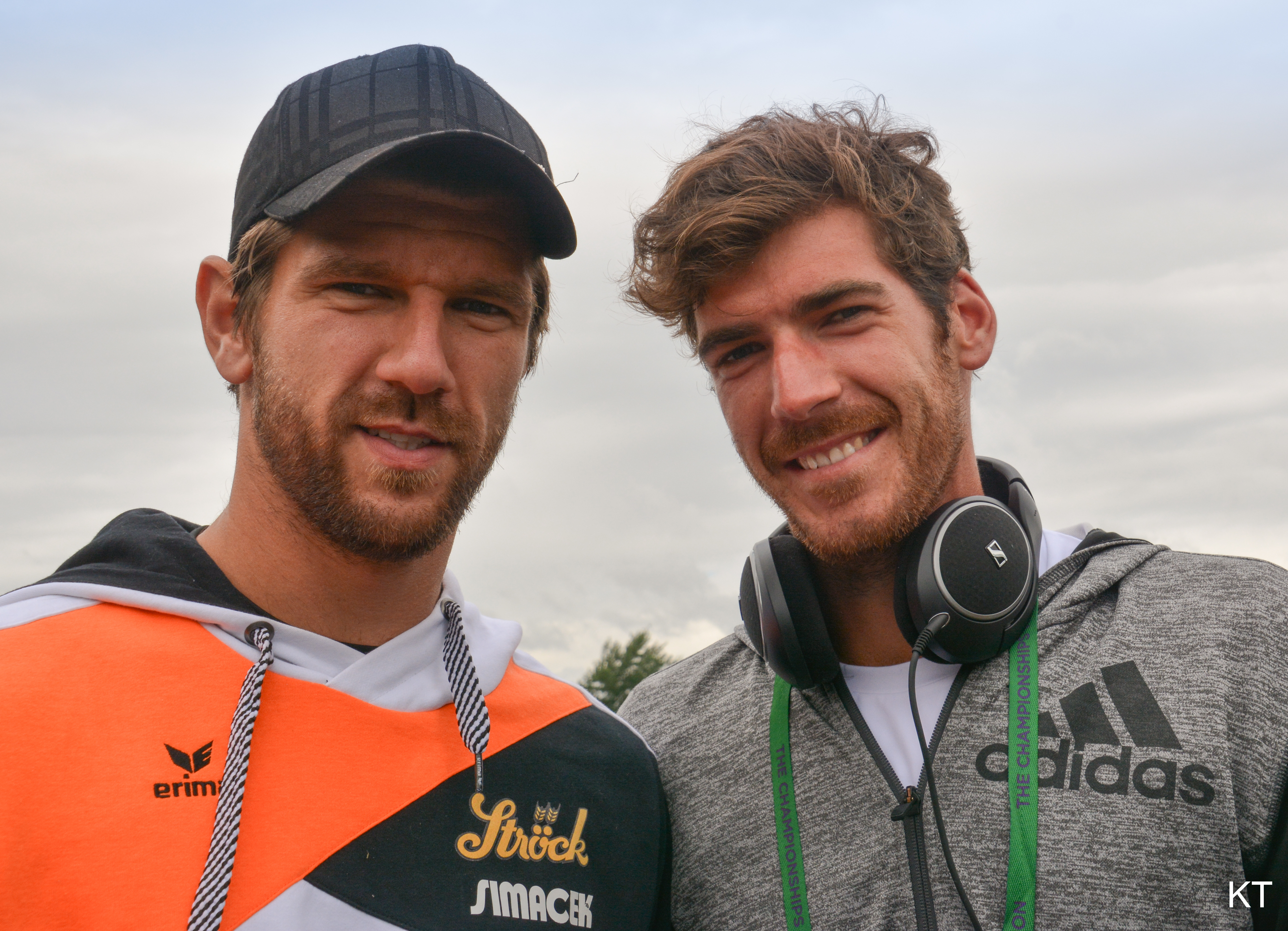
Jürgen Melzer (links) mit seinem Bruder Gerald (2015)

Mitte Mai 2007 trennte sich Melzer von seinem Trainer Karl-Heinz Wetter. Bis zu den US Open im selben Jahr arbeitete er zunächst mit Gilbert Schaller zusammen, danach mit der ehemaligen Nummer 7 der Welt, Joakim Nyström aus Schweden. Melzers Manager ist Ronnie Leitgeb. Zu seinem Team gehören auch Jan Velthuis (Physiotherapeut und Konditionstrainer) und Michael Buchleitner (Konditionstrainer). Von Ende 2012 bis Mitte 2013 war Alexander Waske Melzers Trainer. Danach war Galo Blanco sein Trainer. Derzeit ist sein Coach Fredrik Rosengren.

## Persönliches
Sein Vater Rudolf Melzer (SPÖ) war von 1998 bis 2001 Bürgermeister der Stadt Deutsch-Wagram. Seine Mutter Michaela Melzer ist Angestellte, sein jüngerer Bruder Gerald (* 1990) ebenfalls Tennisprofi.
Jürgen Melzer war ab dem 14. September 2012 mit der tschechischen Tennisspielerin Iveta Benešová (* 1983) verheiratet. Die Hochzeit fand auf Schloss Laxenburg statt. Die Ehe wurde im März 2015 geschieden. 
Nach der Trennung von seiner Frau Iveta ging er im selben Jahr eine Beziehung mit der ehemaligen Schwimmerin Fabienne Nadarajah (* 1985) ein. Im März 2017 wurde das Paar, das im September 2016 geheiratet hatte, Eltern eines Sohnes.

## Erfolge
| Legende (Anzahl der Siege)                             |
| Grand Slam (3)                                         |
| Tennis Masters Cup / ATP World Tour Finals             |
| ATP Masters Series / ATP World Tour Masters 1000 (1)   |
| ATP International Series Gold / ATP World Tour 500 (5) |
| ATP International Series / ATP World Tour 250 (14)     |
| ATP Challenger Tour (11)                               |

| ATP-Titel nach Belag |
| Hartplatz (13)       |
| Sand (5)             |
| Rasen (4)            |
| Teppich (1)          |

### Einzel

#### Turniersiege

##### ATP World Tour
| Nr. | Datum              | Turnier       | Belag         | Finalgegner           | Ergebnis         |
| --- | ------------------ | ------------- | ------------- | --------------------- | ---------------- |
| 1.  | 11. September 2006 | Bukarest      | Sand          | Filippo Volandri      | 6:1, 7:5         |
| 2.  | 1. November 2009   | Wien (1)      | Hartplatz (i) | Marin Čilić           | 6:4, 6:3         |
| 3.  | 31. Oktober 2010   | Wien (2)      | Hartplatz (i) | Andreas Haider-Maurer | 6:710, 7:64, 6:4 |
| 4.  | 26. Februar 2012   | Memphis       | Hartplatz (i) | Milos Raonic          | 7:5, 7:64        |
| 5.  | 24. August 2013    | Winston-Salem | Hartplatz     | Gaël Monfils          | 6:3, 2:1 Aufgabe |

##### ATP Challenger Tour
| Nr. | Datum            | Turnier         | Belag         | Finalgegner       | Ergebnis      |
| --- | ---------------- | --------------- | ------------- | ----------------- | ------------- |
| 1.  | 26. August 2001  | Mönchengladbach | Sand          | Jens Knippschild  | 4:6, 6:1, 6:3 |
| 2.  | 21. März 2004    | Boca Raton      | Hartplatz     | Thomas Enqvist    | 6:3, 4:6, 6:3 |
| 3.  | 17. März 2013    | Dallas          | Hartplatz     | Denis Kudla       | 6:4, 2:6, 6:1 |
| 4.  | 12. Februar 2017 | Budapest        | Hartplatz (i) | Márton Fucsovics  | 7:66, 6:2     |
| 5.  | 5. März 2017     | Breslau         | Hartplatz (i) | Michał Przysiężny | 6:4, 6:3      |

#### Finalteilnahmen
| Nr. | Datum            | Turnier    | Belag         | Finalgegner           | Ergebnis       |
| --- | ---------------- | ---------- | ------------- | --------------------- | -------------- |
| 1.  | 7. Juli 2003     | Newport    | Rasen         | Robby Ginepri         | 4:6, 7:63, 1:6 |
| 2.  | 16. Mai 2005     | St. Pölten | Sand          | Nikolai Dawydenko     | 3:6, 6:2, 4:6  |
| 3.  | 10. April 2006   | Houston    | Sand          | Mardy Fish            | 6:3, 4:6, 3:6  |
| 4.  | 2. Oktober 2006  | Metz       | Hartplatz (i) | Novak Đoković         | 6:4, 3:6, 2:6  |
| 5.  | 26. Februar 2007 | Las Vegas  | Hartplatz     | Lleyton Hewitt        | 4:6, 6:710     |
| 6.  | 14. Juli 2008    | Kitzbühel  | Sand          | Juan Martín del Potro | 2:6, 1:6       |
| 7.  | 26. Juli 2010    | Hamburg    | Sand          | Andrei Golubew        | 3:6, 5:7       |
| 8.  | 10. Februar 2013 | Zagreb     | Hartplatz (i) | Marin Čilić           | 3:6, 1:6       |

### Doppel

#### Turniersiege

##### ATP World Tour
| Nr. | Datum              | Turnier            | Belag         | Partner                | Finalgegner                          | Ergebnis          |
| --- | ------------------ | ------------------ | ------------- | ---------------------- | ------------------------------------ | ----------------- |
| 1.  | 24. Oktober 2005   | St. Petersburg (1) | Teppich (i)   | Julian Knowle          | Jonas Björkman Maks Mirny            | 4:6, 7:5, 7:5     |
| 2.  | 24. April 2006     | Casablanca (1)     | Sand          | Julian Knowle          | Michael Kohlmann Alexander Waske     | 6:3, 6:4          |
| 3.  | 10. Juli 2006      | Newport            | Rasen         | Robert Kendrick        | Jeff Coetzee Justin Gimelstob        | 7:63, 6:0         |
| 4.  | 15. Juni 2008      | ’s-Hertogenbosch   | Rasen         | Mario Ančić            | Mahesh Bhupathi Leander Paes         | 7:65, 6:3         |
| 5.  | 29. August 2009    | New Haven          | Hartplatz     | Julian Knowle          | Bruno Soares Kevin Ullyett           | 6:4, 7:63         |
| 6.  | 11. Oktober 2009   | Tokio              | Hartplatz     | Julian Knowle          | Ross Hutchins Jordan Kerr            | 6:2, 5:7, [10:8]  |
| 7.  | 7. Februar 2010    | Zagreb             | Hartplatz (i) | Philipp Petzschner     | Arnaud Clément Olivier Rochus        | 3:6, 6:3, [10:8]  |
| 8.  | 3. Juli 2010       | Wimbledon          | Rasen         | Philipp Petzschner     | Robert Lindstedt Horia Tecău         | 6:1, 7:5, 7:5     |
| 9.  | 17. Oktober 2010   | Shanghai           | Hartplatz     | Leander Paes           | Mariusz Fyrstenberg Marcin Matkowski | 7:5, 4:6, [10:5]  |
| 10. | 13. Februar 2011   | Rotterdam          | Hartplatz (i) | Philipp Petzschner     | Michaël Llodra Nenad Zimonjić        | 6:4, 3:6, [10:5]  |
| 11. | 16. Juli 2011      | Stuttgart          | Sand          | Philipp Petzschner     | Marcel Granollers Marc López         | 6:3, 6:4          |
| 12. | 10. September 2011 | US Open            | Hartplatz     | Philipp Petzschner     | Mariusz Fyrstenberg Marcin Matkowski | 6:2, 6:2          |
| 13. | 19. Oktober 2014   | Wien               | Hartplatz (i) | Philipp Petzschner     | Andre Begemann Julian Knowle         | 7:66, 4:6, [10:7] |
| 14. | 10. Februar 2019   | Sofia              | Hartplatz (i) | Nikola Mektić          | Hsieh Cheng-peng Christopher Rungkat | 6:2, 4:6, [10:2]  |
| 15. | 14. April 2019     | Marrakesch (2)     | Sand          | Franko Škugor          | Matwé Middelkoop Frederik Nielsen    | 6:4, 7:66         |
| 16. | 28. Juli 2019      | Hamburg            | Sand          | Oliver Marach          | Robin Haase Wesley Koolhof           | 6:2, 7:63         |
| 17. | 18. Oktober 2020   | St. Petersburg (2) | Hartplatz (i) | Édouard Roger-Vasselin | Marcelo Demoliner Matwé Middelkoop   | 6:2, 7:64         |

##### ATP Challenger Tour
| Nr. | Datum            | Turnier             | Belag         | Partner            | Finalgegner                        | Ergebnis          |
| --- | ---------------- | ------------------- | ------------- | ------------------ | ---------------------------------- | ----------------- |
| 1.  | 25. Februar 2002 | Andrézieux-Bouthéon | Hartplatz (i) | Julian Knowle      | Aleksandar Kitinov Todd Perry      | 6:4, 6:75, 6:1    |
| 2.  | 2. August 2008   | Graz                | Sand          | Gerald Melzer      | Julien Jeanpierre Nicolas Renavand | 1:6, 7:68, [10:4] |
| 3.  | 16. März 2013    | Dallas              | Hartplatz     | Philipp Petzschner | Eric Butorac Dominic Inglot        | 6:3, 6:1          |
| 4.  | 9. Oktober 2016  | Mons                | Hartplatz (i) | Julian Knowle      | Sander Arends Wesley Koolhof       | 7:64, 7:64        |
| 5.  | 23. April 2017   | Sarasota            | Sand          | Scott Lipsky       | Stefan Kozlov Peter Polansky       | 6:2, 6:4          |
| 6.  | 11. Mai 2019     | Aix-en-Provence     | Sand          | Kevin Krawietz     | Frederik Nielsen Tim Pütz          | 7:65, 6:2         |

#### Finalteilnahmen
| Nr. | Datum             | Turnier            | Belag         | Partner                | Finalgegner                       | Ergebnis           |
| --- | ----------------- | ------------------ | ------------- | ---------------------- | --------------------------------- | ------------------ |
| 1.  | 14. Juli 2002     | Newport (1)        | Rasen         | Alexander Popp         | Bob Bryan Mike Bryan              | 5:7, 3:6           |
| 2.  | 14. Juli 2003     | Newport (2)        | Rasen         | Julian Knowle          | Jordan Kerr David Macpherson      | 6:74, 3:6          |
| 3.  | 27. Juli 2003     | Kitzbühel          | Sand          | Alexander Peya         | Martin Damm Cyril Suk             | 4:6, 4:6           |
| 4.  | 17. April 2006    | Houston            | Sand          | Julian Knowle          | Michael Kohlmann Alexander Waske  | 7:5, 4:6, [5:10]   |
| 5.  | 9. Oktober 2006   | Metz               | Hartplatz (i) | Julian Knowle          | Richard Gasquet Fabrice Santoro   | 6:3, 1:6, [9:11]   |
| 6.  | 16. Oktober 2006  | Wien (1)           | Hartplatz (i) | Julian Knowle          | Petr Pála Pavel Vízner            | 4:6, 6:3, [10:12]  |
| 7.  | 30. Oktober 2006  | St. Petersburg (1) | Teppich (i)   | Julian Knowle          | Simon Aspelin Todd Perry          | 1:6, 6:73          |
| 8.  | 26. Februar 2007  | Memphis            | Hartplatz (i) | Julian Knowle          | Eric Butorac Jamie Murray         | 5:7, 3:6           |
| 9.  | 28. Oktober 2007  | St. Petersburg (2) | Teppich       | Todd Perry             | Daniel Nestor Nenad Zimonjić      | 1:6, 6:73          |
| 10. | 13. Jänner 2008   | Auckland           | Hartplatz     | Xavier Malisse         | Luis Horna Juan Mónaco            | 4:6, 6:3, [7:10]   |
| 11. | 24. Mai 2008      | Pörtschach         | Sand          | Julian Knowle          | Marcelo Melo André Sá             | 7:5, 6:73, [11:13] |
| 12. | 1. November 2009  | Wien (2)           | Hartplatz (i) | Julian Knowle          | Łukasz Kubot Oliver Marach        | 6:2, 4:6, [9:11]   |
| 13. | 3. Oktober 2010   | Bangkok            | Hartplatz     | Jonathan Erlich        | Christopher Kas Viktor Troicki    | 4:6, 4:6           |
| 14. | 8. Jänner 2012    | Brisbane           | Hartplatz     | Philipp Petzschner     | Maks Mirny Daniel Nestor          | 1:6, 2:6           |
| 15. | 2. November 2014  | Paris              | Hartplatz (i) | Marcin Matkowski       | Bob Bryan Mike Bryan              | 6:75, 7:5, [6:10]  |
| 16. | 3. Mai 2015       | Istanbul           | Sand          | Robert Lindstedt       | Radu Albot Dušan Lajović          | 4:6, 6:72          |
| 17. | 23. Oktober 2016  | Moskau             | Hartplatz (i) | Julian Knowle          | Juan Sebastián Cabal Robert Farah | 5:7, 6:4, [5:10]   |
| 18. | 20. Juli 2019     | Umag               | Sand          | Oliver Marach          | Robin Haase Philipp Oswald        | 5:7, 7:62, [12:14] |
| 19. | 13. November 2020 | Sofia              | Hartplatz (i) | Édouard Roger-Vasselin | Jamie Murray Neal Skupski         | kampflos           |
| 20. | 22. November 2020 | London             | Hartplatz (i) | Édouard Roger-Vasselin | Wesley Koolhof Nikola Mektić      | 2:6, 6:3, [5:10]   |

### Mixed

#### Turniersiege
| Nr. | Datum        | Turnier   | Belag | Partnerin      | Finalgegner                    | Ergebnis |
| --- | ------------ | --------- | ----- | -------------- | ------------------------------ | -------- |
| 1.  | 3. Juli 2011 | Wimbledon | Rasen | Iveta Benešová | Jelena Wesnina Mahesh Bhupathi | 6:3, 6:2 |

## Statistik

### Einzel
| Turnier                      | 2018              | 2017              | 2016              | 2015              | 2014              | 2013              | 2012              | 2011              | 2010              | 2009              | 2008              | 2007              | 2006              | 2005              | 2004              | 2003              | 2002              | 2001              | 2000              | 1999              | 1998              | Gesamt  |
| ---------------------------- | ----------------- | ----------------- | ----------------- | ----------------- | ----------------- | ----------------- | ----------------- | ----------------- | ----------------- | ----------------- | ----------------- | ----------------- | ----------------- | ----------------- | ----------------- | ----------------- | ----------------- | ----------------- | ----------------- | ----------------- | ----------------- | ------- |
| Australian Open              | –                 | 1R                | –                 | 2R                | –                 | 3R                | 1R                | AF                | 1R                | 3R                | 2R                | 2R                | 1R                | 3R                | 3R                | 1R                | 2Q                | –                 | –                 | –                 | –                 | AF      |
| French Open                  | 2Q                | –                 | –                 | 2R                | 2R                | 1R                | 1R                | 2R                | HF                | 3R                | 3R                | 2R                | 1R                | 3R                | 2R                | 1R                | –                 | –                 | –                 | –                 | –                 | HF      |
| Wimbledon                    | 3Q                | 1Q                | –                 | 2Q                | 1R                | AF                | 2R                | 3R                | AF                | 3R                | 3R                | –                 | 1R                | 3R                | 1R                | 2R                | 1R                | 1Q                | 1R                | –                 | –                 | AF      |
| US Open                      | 1Q                | –                 | 2Q                | 2R                | 1R                | 1R                | 1R                | 2R                | AF                | 2R                | 3R                | 2R                | 1R                | 1R                | 3R                | 2R                | 2R                | –                 | –                 | –                 | –                 | AF      |
| ATP Finals                   | –                 | –                 | –                 | –                 | –                 | –                 | –                 | –                 | –                 | –                 | –                 | –                 | –                 | –                 | –                 | –                 | –                 | –                 | –                 | –                 | –                 | –       |
| Indian Wells Masters         | –                 | –                 | –                 | 2R                | –                 | 1R                | 2R                | 3R                | AF                | 3R                | 2R                | 2R                | 1R                | 3R                | 1R                | 1Q                | –                 | –                 | –                 | –                 | –                 | AF      |
| Miami Masters                | –                 | –                 | –                 | 2R                | –                 | VF                | 3R                | 2R                | 3R                | 2R                | 2R                | 2R                | 1R                | 1R                | 3R                | 1Q                | –                 | –                 | –                 | –                 | –                 | VF      |
| Monte Carlo Masters          | –                 | –                 | –                 | –                 | 1R                | AF                | 2R                | HF                | 2R                | 1R                | –                 | 1R                | –                 | 1R                | –                 | –                 | 1Q                | –                 | –                 | –                 | –                 | HF      |
| Madrid Masters               | –                 | –                 | –                 | –                 | 1R                | 1R                | 2R                | 2R                | VF                | 2R                | –                 | 1R                | –                 | 2R                | –                 | –                 | –                 | nicht ausgetragen | nicht ausgetragen | nicht ausgetragen | nicht ausgetragen | VF      |
| Rom Masters                  | –                 | –                 | –                 | 1Q                | AF                | 1R                | 1R                | 2R                | 1R                | AF                | –                 | 1R                | –                 | 1R                | –                 | 1Q                | –                 | –                 | –                 | –                 | –                 | AF      |
| Hamburg Masters1             | nicht ausgetragen | nicht ausgetragen | nicht ausgetragen | nicht ausgetragen | nicht ausgetragen | nicht ausgetragen | nicht ausgetragen | nicht ausgetragen | nicht ausgetragen | nicht ausgetragen | 1Q                | AF                | 1R                | 1R                | VF                | –                 | –                 | –                 | –                 | –                 | –                 | VF      |
| Kanada Masters               | –                 | –                 | –                 | –                 | 1R                | 1R                | 1R                | –                 | 1R                | 1R                | –                 | 1R                | –                 | 1R                | VF                | –                 | –                 | –                 | –                 | –                 | –                 | VF      |
| Cincinnati Masters           | –                 | –                 | –                 | –                 | 1R                | 1R                | 1R                | 1R                | 2R                | 2R                | –                 | AF                | –                 | 1R                | 1R                | –                 | –                 | –                 | –                 | –                 | –                 | AF      |
| Shanghai Masters             | –                 | –                 | –                 | –                 | –                 | 2R                | 1R                | 2R                | VF                | AF                | nicht ausgetragen | nicht ausgetragen | nicht ausgetragen | nicht ausgetragen | nicht ausgetragen | nicht ausgetragen | nicht ausgetragen | nicht ausgetragen | nicht ausgetragen | nicht ausgetragen | nicht ausgetragen | VF      |
| Stuttgart Masters3           | nicht ausgetragen | nicht ausgetragen | nicht ausgetragen | nicht ausgetragen | nicht ausgetragen | nicht ausgetragen | nicht ausgetragen | nicht ausgetragen | nicht ausgetragen | nicht ausgetragen | nicht ausgetragen | nicht ausgetragen | nicht ausgetragen | nicht ausgetragen | nicht ausgetragen | nicht ausgetragen | nicht ausgetragen | –                 | –                 | –                 | –                 | 0       |
| Paris Masters                | –                 | –                 | –                 | –                 | 2R                | –                 | 1R                | –                 | VF                | –                 | –                 | 1R                | –                 | –                 | AF                | –                 | –                 | –                 | –                 | –                 | –                 | VF      |
| Olympische Spiele            | n. a.             | n. a.             | –                 | nicht ausgetragen | nicht ausgetragen | nicht ausgetragen | 1R                | nicht ausgetragen | nicht ausgetragen | nicht ausgetragen | VF                | nicht ausgetragen | nicht ausgetragen | nicht ausgetragen | 1R                | nicht ausgetragen | nicht ausgetragen | nicht ausgetragen | –                 | n. a.             | n. a.             | VF      |
| Davis Cup                    | K1                | K1                | K1                | K1                | K1                | K1                | VF                | WG                | WG                | K1                | WG                | WG                | WG                | WG                | WG                | WG                | K1                | K1                | K1                | WG                | –                 | VF      |
| Turnierteilnahmen4           | 1                 | 1                 | 3                 | 11                | 20                | 24                | 24                | 23                | 24                | 27                | 25                | 24                | 26                | 25                | 23                | 18                | 9                 | 1                 | 3                 | 1                 | 0                 | 294     |
| Erreichte Finals             | 0                 | 0                 | 0                 | 0                 | 0                 | 2                 | 1                 | 0                 | 2                 | 1                 | 1                 | 1                 | 3                 | 1                 | 0                 | 1                 | 0                 | 0                 | 0                 | 0                 | 0                 | 13      |
| Gewonnene Einzel-Titel       | 0                 | 0                 | 0                 | 0                 | 0                 | 1                 | 1                 | 0                 | 1                 | 1                 | 0                 | 0                 | 1                 | 0                 | 0                 | 0                 | 0                 | 0                 | 0                 | 0                 | 0                 | 5       |
| Hartplatz-Siege/-Niederlagen | 1:1               | 0:1               | 2:2               | 2:4               | 5:9               | 19:13             | 16:16             | 11:14             | 30:11             | 19:17             | 17:15             | 14:13             | 9:11              | 12:14             | 12:14             | 3:7               | 3:2               | 1:1               | 0:0               | 1:1               | 0:0               | 180:173 |
| Sand-Siege/-Niederlagen      | 0:0               | 0:0               | 2:1               | 4:5               | 8:8               | 2:12              | 2:6               | 9:8               | 17:8              | 13:10             | 8:7               | 7:8               | 20:10             | 10:8              | 9:8               | 5:9               | 7:5               | 0:0               | 0:2               | 0:0               | 0:0               | 123:114 |
| Rasen-Siege/-Niederlagen     | 0:0               | 0:0               | 0:0               | 3:3               | 3:3               | 4:2               | 2:3               | 2:1               | 4:2               | 4:2               | 5:4               | 0:1               | 4:4               | 3:3               | 2:3               | 5:3               | 0:2               | 0:0               | 0:1               | 0:0               | 0:0               | 39:35   |
| Teppich-Siege/-Niederlagen   | nicht genutzt     | nicht genutzt     | nicht genutzt     | nicht genutzt     | nicht genutzt     | nicht genutzt     | nicht genutzt     | nicht genutzt     | nicht genutzt     | nicht genutzt     | 0:0               | 2:3               | 0:1               | 1:1               | 4:2               | 1:1               | 0:2               | 0:0               | 0:2               | 0:0               | 0:0               | 6:11    |
| Gesamt-Siege/-Niederlagen4   | 1:1               | 0:0               | 4:3               | 9:12              | 16:20             | 25:27             | 20:25             | 22:23             | 51:25             | 36:29             | 30:26             | 23:25             | 33:26             | 26:26             | 27:27             | 14:20             | 10:11             | 1:1               | 0:5               | 1:1               | 0:0               | 348:334 |
| Jahresendposition            | 288               | 189               | 307               | 155               | 113               | 27                | 29                | 33                | 11                | 28                | 34                | 60                | 41                | 52                | 39                | 79                | 91                | 168               | 358               | 492               | 973               | N/A     |

Zeichenerklärung: S = Turniersieg; F, HF, VF, AF = Einzug ins Finale / Halbfinale / Viertelfinale / Achtelfinale; 1R, 2R, 3R = Ausscheiden in der 1. / 2. / 3. Hauptrunde; RR = Round Robin (Gruppenphase);
PO = Playoff (Auf- und Abstiegsrunde in der Davis-Cup-Weltgruppe); n. a. = Turnier wurde in dem Jahr nicht ausgetragen
1 Das Turnier von Hamburg ist seit 2009 nicht mehr Teil der Masters-Serie.

2 Das Turnier von Stockholm fand nur von 1990 bis 1995 als Masters-Turnier statt

3 Das Turnier von Stuttgart fand 1995 einmal in Essen statt und war davor nicht Teil der Masters-Serie

4 Hier gelten nur – wie auch bei bei Finalteilnahmen und gewonnenen Titeln – Turniere der ATP Tour sowie die vier Grand-Slam-Turniere und die ATP Finals; d. h. keine Challenger- und Future-Turniere oder Mannschaftswettbewerbe (Davis Cup oder World Team Cup).
4 Letztere zählen jedoch in den Sieg/Niederlagen-Statistiken rein. Kurzfristige Rücktritte vom Match zählen weder zu den Turnierteilnahmen (wenn in der ersten Runde) noch zur Siegesbilanz.

### Doppel
| Turnier1                     | 2020              | 2019              | 2018              | 2017              | 2016              | 2015              | 2014              | 2013              | 2012              | 2011              | 2010              | 2009              | 2008              | 2007              | 2006              | 2005              | 2004              | 2003              | 2002              | 2001              | 2000              | 1999              | 1998              | Gesamt  |
| ---------------------------- | ----------------- | ----------------- | ----------------- | ----------------- | ----------------- | ----------------- | ----------------- | ----------------- | ----------------- | ----------------- | ----------------- | ----------------- | ----------------- | ----------------- | ----------------- | ----------------- | ----------------- | ----------------- | ----------------- | ----------------- | ----------------- | ----------------- | ----------------- | ------- |
| Australian Open              | 2R                | –                 | –                 | 2R                | –                 | 1R                | –                 | 1R                | AF                | VF                | AF                | 1R                | 2R                | AF                | AF                | HF                | 2R                | –                 | –                 | –                 | –                 | –                 | –                 | 0       |
| French Open                  | 3R                | 2R                | –                 | –                 | –                 | 2R                | AF                | 2R                | AF                | –                 | 1R                | 2R                | 2R                | –                 | AF                | VF                | 1R                | –                 | –                 | –                 | –                 | –                 | –                 | 0       |
| Wimbledon                    |                   | 2R                | 1R                | –                 | –                 | 2R                | 2R                | VF                | HF                | VF                | S                 | 1R                | 2R                | –                 | 1R                | AF                | –                 | 1R                | –                 | –                 | –                 | –                 | –                 | 1       |
| US Open                      | 1R                | VF                | 3R                | –                 | 2R                | 1R                | 2R                | 1R                | 2R                | S                 | 1R                | AF                | 2R                | 1R                | 2R                | 2R                | 2R                | 2R                | –                 | –                 | –                 | –                 | –                 | 1       |
| ATP Finals2                  | F                 | –                 | –                 | –                 | –                 | –                 | –                 | –                 | –                 | RR                | RR                | –                 | –                 | –                 | –                 | –                 | –                 | –                 | –                 | –                 | –                 | –                 | –                 | 0       |
| Indian Wells Masters         |                   | –                 | –                 | –                 | –                 | 1R                | –                 | –                 | –                 | AF                | 1R                | 1R                | –                 | HF                | VF                | 1R                | –                 | –                 | –                 | –                 | –                 | –                 | –                 | 0       |
| Miami Masters                |                   | –                 | –                 | –                 | –                 | AF                | –                 | 1R                | 1R                | HF                | 1R                | HF                | 1R                | 2R                | –                 | –                 | –                 | –                 | –                 | –                 | –                 | –                 | –                 | 0       |
| Monte Carlo Masters          |                   | 2R                | –                 | –                 | –                 | –                 | 1R                | VF                | VF                | AF                | 2R                | –                 | –                 | –                 | –                 | –                 | –                 | –                 | –                 | –                 | –                 | –                 | –                 | 0       |
| Madrid Masters3              |                   | –                 | –                 | –                 | –                 | AF                | VF                | AF                | AF                | –                 | 1R                | 1R                | –                 | –                 | –                 | –                 | –                 | –                 | –                 | –                 | –                 | –                 | –                 | 0       |
| Rom Masters                  | HF                | 2R                | –                 | –                 | –                 | 1R                | AF                | AF                | AF                | –                 | –                 | 2R                | –                 | 1R                | –                 | 1R                | –                 | –                 | –                 | –                 | –                 | –                 | –                 | 0       |
| Hamburg Masters4             | nicht ausgetragen | nicht ausgetragen | nicht ausgetragen | nicht ausgetragen | nicht ausgetragen | nicht ausgetragen | nicht ausgetragen | nicht ausgetragen | nicht ausgetragen | nicht ausgetragen | nicht ausgetragen | nicht ausgetragen | –                 | –                 | 2R                | –                 | –                 | –                 | –                 | –                 | –                 | –                 | –                 | 0       |
| Kanada Masters               |                   | 1R                | –                 | –                 | –                 | –                 | 1R                | AF                | HF                | –                 | VF                | 2R                | –                 | –                 | –                 | –                 | –                 | –                 | –                 | –                 | –                 | –                 | –                 | 0       |
| Cincinnati Masters           | 2R                | 1R                | –                 | –                 | –                 | –                 | 1R                | AF                | 1R                | AF                | 2R                | 1R                | –                 | 1R                | –                 | –                 | –                 | –                 | –                 | –                 | –                 | –                 | –                 | 0       |
| Shanghai Masters             |                   | 1R                | –                 | –                 | –                 | –                 | –                 | –                 | VF                | AF                | S                 | HF                | nicht ausgetragen | nicht ausgetragen | nicht ausgetragen | nicht ausgetragen | nicht ausgetragen | nicht ausgetragen | nicht ausgetragen | nicht ausgetragen | nicht ausgetragen | nicht ausgetragen | nicht ausgetragen | 1       |
| Paris Masters                | HF                | 2R                | –                 | –                 | –                 | –                 | F                 | –                 | AF                | –                 | –                 | –                 | –                 | 2R                | 1R                | –                 | –                 | –                 | –                 | –                 | –                 | –                 | –                 | 0       |
| Olympische Spiele            | nicht ausgetragen | nicht ausgetragen | nicht ausgetragen | nicht ausgetragen | –                 | nicht ausgetragen | nicht ausgetragen | nicht ausgetragen | AF                | nicht ausgetragen | nicht ausgetragen | nicht ausgetragen | –                 | nicht ausgetragen | nicht ausgetragen | nicht ausgetragen | –                 | nicht ausgetragen | nicht ausgetragen | nicht ausgetragen | –                 | n. a.             | n. a.             | 0       |
| Davis Cup5                   |                   | WG                | K1                | K1                | K1                | K1                | K1                | K1                | VF                | WG                | WG                | K1                | WG                | WG                | WG                | WG                | WG                | WG                | K1                | K1                | K1                | WG                | –                 | 0       |
| Turnierteilnahmen6           | 16                | 23                | 8                 | 3                 | 4                 | 15                | 20                | 21                | 20                | 18                | 24                | 27                | 20                | 14                | 24                | 18                | 13                | 10                | 3                 | 0                 | 0                 | 1                 | 0                 | 294     |
| Erreichte Finals             | 2                 | 4                 | 0                 | 0                 | 1                 | 1                 | 1                 | 0                 | 1                 | 3                 | 4                 | 3                 | 3                 | 2                 | 6                 | 1                 | 0                 | 2                 | 1                 | 0                 | 0                 | 0                 | 0                 | 35      |
| Gewonnene Doppel-Titel       | 1                 | 3                 | 0                 | 0                 | 0                 | 0                 | 1                 | 0                 | 0                 | 3                 | 3                 | 2                 | 1                 | 0                 | 2                 | 1                 | 0                 | 0                 | 0                 | 0                 | 0                 | 0                 | 0                 | 17      |
| Hartplatz-Siege/-Niederlagen | 20:14             | 12:12             | 5:3               | 3:3               | 5:4               | 1:7               | 11:8              | 9:11              | 14:14             | 18:11             | 18:14             | 25:14             | 10:11             | 12:11             | 17:11             | 11:8              | 5:6               | 3:3               | 0:1               | 0:1               | 0:0               | 0:0               | 0:0               | 193:165 |
| Sand-Siege/-Niederlagen      | 11:3              | 15:5              | 4:4               | 0:0               | 0:0               | 7:8               | 8:7               | 6:7               | 5:4               | 7:4               | 7:9               | 9:9               | 5:6               | 0:1               | 15:8              | 6:6               | 3:5               | 5:5               | 0:1               | 0:0               | 0:0               | 3:2               | 0:0               | 116:94  |
| Rasen-Siege/-Niederlagen     | 0:0               | 4:3               | 0:1               | 0:0               | 0:0               | 2:2               | 4:3               | 4:1               | 5:2               | 3:1               | 6:0               | 0:2               | 7:2               | 1:0               | 4:1               | 2:3               | 1:2               | 3:2               | 3:1               | 0:0               | 0:0               | 0:0               | 0:0               | 49:26   |
| Teppich-Siege/-Niederlagen7  | 0:0               | 0:0               | 0:0               | 0:0               | 0:0               | 0:0               | 0:0               | 0:0               | 0:0               | 0:0               | 0:0               | 0:0               | 0:1               | 5:1               | 3:1               | 3:0               | 0:0               | 0:0               | 0:1               | 0:1               | 0:0               | 0:0               | 0:0               | 11:5    |
| Gesamt-Siege/-Niederlagen8   | 31:17             | 31:20             | 9:8               | 3:3               | 5:4               | 10:17             | 23:18             | 19:19             | 24:20             | 28:16             | 31:23             | 34:25             | 22:20             | 18:13             | 39:21             | 22:17             | 9:13              | 11:10             | 3:4               | 0:2               | 0:0               | 3:2               | 0:0               | 369:290 |
| Jahresendposition            | 21                | 36                | 134               | 213               | 163               | 107               | 35                | 51                | 26                | 13                | 8                 | 26                | 46                | 53                | 22                | 28                | 101               | 83                | 181               | 505               | 650               | 330               | 1127              | N/A     |

## Auszeichnungen
- Österreichs Sportler des Jahres (2010)